# Bernard Hill
Pour les articles homonymes, voir Hill.
Bernard Hill est un acteur britannique, né le 17 décembre 1944 à Manchester (Angleterre, Royaume-Uni), et mort le 5 mai 2024 à Reydon, (Angleterre, Royaume-Uni).
Il est notamment connu pour avoir interprété le commandant Edward Smith dans Titanic et le roi Théoden dans la trilogie du Seigneur des Anneaux.

## Biographie

### Débuts et carrière
Bernard Hill a fait ses débuts à la télévision britannique en 1973 dans le premier film de Mike Leigh, Hard Labour. Il a ensuite joué dans Gandhi de Richard Attenborough, Le Bounty de Roger Donaldson, L'Ombre et la Proie de Stephen Hopkins et Le Songe d'une nuit d'été de Michael Hoffman.
Il a incarné le roi Théoden de Rohan dans Le Seigneur des anneaux : Les Deux Tours et Le Seigneur des anneaux : Le Retour du roi, réalisés par Peter Jackson. Il a remporté avec l'ensemble de la distribution une citation au Screen Actors Guild Award pour Les Deux Tours.
Bernard Hill mène une carrière éclectique des deux côtés de l'Atlantique, jouant dans certains des plus grands films britanniques - Aux sources du Nil de Bob Rafelson, Shirley Valentine de Lewis Gilbert - ou américains - Titanic de James Cameron, qui lui a valu sa première citation au SAG Award de la meilleure distribution, Jugé coupable de et avec Clint Eastwood, Le Roi Scorpion de Chuck Russell, Gothika de Mathieu Kassovitz, La Plus Belle Victoire de Richard Loncraine, Walkyrie de Bryan Singer ainsi que dans un grand nombre de productions théâtrales et télévisées.
Il prête sa voix pour le rôle du Juge Hopkins dans le film d'animation L'Étrange pouvoir de Norman. 
Pour le petit écran, il a joué dans les adaptations télévisées primées de I, Claudius et de la trilogie Henry VI, ainsi que dans Richard III, Antigone, Boys From the Black Stuff, pour laquelle il a reçu le BAFTA Award du meilleur acteur, The Mill on the Floss et De grandes espérances. De grandes esperence 

### Mort
Bernard Hill meurt le 5 mai 2024 à l'âge de 79 ans, à Reydon, (Angleterre, Royaume-Uni). Sa dépouille a été crématisée et ses cendres sont dispersées dans la Manche.

## Filmographie

### Années 1970
- 1973 : Hard Labour (TV) : Edward
- 1975 : It Could Happen to You : Syph
- 1976 : Trial by Combat : Freddie
- 1976 : Moi Claude empereur (I, Claudius) (feuilleton TV) : Gratus
- 1977 : Professional Foul (TV) : Broadbent
- 1977 : Pit Strike (TV) : Tom
- 1978 : The Sailor's Return : Carter
- 1978 : The Spongers (TV) : Sullivan
- 1978 : She Fell Among Thieves (TV) : Chandos's Manservant
- 1978 : Pickersgill People (série télévisée)
- 1979 : Telford's Change (série télévisée) : Jack Burton

### Années 1980
- 1980 : The Black Stuff (TV) : Yosser Hughes
- 1980 : Fox (série télévisée) : Vin Fox
- 1982 : Boys from the Blackstuff (feuilleton TV) : Yosser Hughes
- 1982 : Gandhi : Soldier / train guard
- 1983 : Henry VI, Part One (TV) : Duke of York / Master Gunner Of Orleans
- 1983 : Henry VI, Part Two (TV) : Duke of York
- 1983 : Henry VI, Part Three (TV) : Duke of York
- 1983 : The Tragedy of Richard the Third (TV) : First Murderer
- 1983 : Runners : The Hotel - Trevor Field
- 1984 : Squaring the Circle (TV) : Lech Wałęsa
- 1984 : The Theban Plays by Sophocles (série télévisée) : Messenger
- 1984 : Le Bounty (The Bounty) : William Cole
- 1984 : The Chain : Nick
- 1985 : The Burston Rebellion (TV) : Tom Higdon
- 1985 : Samson and Delilah : Willie Naknervis
- 1985 : Restless Natives : Will's father
- 1985 : No Surrender : Bernard
- 1986 : Milwr Bychan : Officer
- 1987 : Bellman and True : Hiller
- 1988 : Triple Assassinat dans le Suffolk (Drowning by Numbers) : Madgett
- 1988 : The Fremantle Conspiracy (TV) : Breslin
- 1989 : Shirley Valentine : Joe Bradshaw

### Années 1990
- 1990 : Aux sources du Nil (Mountains of the Moon) : Dr David Livingstone
- 1991 : The Law Lord : Martin Allport
- 1992 : Double X: The Name of the Game : Ignatious 'Iggy' Smith
- 1992 : Shakespeare: The Animated Tales (feuilleton TV) : Nick Bottom (voix)
- 1993 : Shepherd on the Rock : Tam Ferrier
- 1993 : A Question of Identity (TV)
- 1993 : Dirtysomething (TV) : Larry
- 1993 : Du rouge à lèvres sur ton col (feuilleton TV) : oncle Fred
- 1993 : Telltale (TV) : Détective sergent Gavin Douglas
- 1994 : Skallagrigg : John
- 1994 : Once Upon a Time in the North (série télévisée) : Len Tollit
- 1995 : Gambling Man (TV) : Frank Nickle
- 1995 : Madagascar Skin : Flint
- 1996 : L'Ombre et la Proie (The Ghost and the Darkness) : Dr David Hawthorne
- 1996 : Du vent dans les saules (The Wind in the Willows) : un conducteur
- 1997 : The Mill on the Floss : Edward Tulliver
- 1997 : Titanic : commandant Edward John Smith
- 1999 : The Titanic Chronicles : Capitaine S. Lord
- 1999 : Jugé coupable (True Crime) de Clint Eastwood : Warden Luther Plunkitt
- 1999 : Great Expectations (TV) : Abel Magwitch
- 1999 : Le Songe d'une nuit d'été (A Midsummer Night's Dream) : Egeus
- 1999 : La Fin de l'innocence sexuelle (The Loss of Sexual Innocence) : Susan's Father
- 1999 : The Criminal de Julian Simpson (en) : Détective Inspecteur Walker

### Années 2000
- 2000 : Blessed Art Thou : Frederick
- 2000 : Eisenstein : Staline' (voix)
- 2000 : Going Off Big Time : Murray
- 2001 : Horizon, What Sank the Kursk (TV) : narrateur
- 2002 : Le Roi Scorpion (The Scorpion King) : Philos
- 2002 : Le Seigneur des anneaux : Les Deux Tours (The Lord of the Rings: The Two Towers) : Théoden
- 2003 : The Boys from County Clare : John Joe
- 2003 : Gothika : Phil Parsons
- 2003 : Le Seigneur des anneaux : Le Retour du roi (The Lord of the Rings: The Return of the King) : Théoden
- 2004 : The Grid (feuilleton TV) : agent du MI5 Derek Jennings
- 2004 : La Plus Belle Victoire (Wimbledon) : Edward Colt
- 2004 : Le Deal (The Deal) : Victor
- 2004 : Raphael: A Mortal God (TV) : le narrateur (voix)
- 2005 : The League of Gentlemen's Apocalypse : King William
- 2005 : A Very Social Secretary (TV) : David Blunkett
- 2008 : Dark World : Peter Esser
- 2008 : Walkyrie : le général de l'Afrikakorps

### Années 2010
- 2010 : The Kid : oncle David
- 2012 : L'Étrange Pouvoir de Norman : le juge
- 2015 : Wolf Hall : Thomas Howard

### Télévision
- 2014 : D'une vie à l'autre (From there to here) : Samuel
- 2022 : The Responder : Tom Carson (récurrent)

## Récompenses
- 1983 : Broadcasting Press Guild Award pour Boys from the Blackstuff
- 2003 : Online Film Critics Awards pour Le Seigneur des anneaux - Les Deux tours
- 2003 : Phoenix Film Critics Awards pour Le Seigneur des anneaux - Les deux tours
- 2003 : National Board of Review pour Le Seigneur des anneaux - Le Retour du roi
- 2004 : Critics Choice Award pour Le Seigneur des anneaux - Le Retour du roi
- 2004 : Screen Actors Guild Awards pour Le Seigneur des anneaux - Le Retour du roi
- Ainsi qu'une nomination : un Screen Actors Guild Awards pour la meilleure performance par un casting pour Titanic, partagé avec Suzy Amis, Kathy Bates, Leonardo DiCaprio, Frances Fisher, Jonathan Hyde, David Warner, Bernard Fox, Bill Paxton, Gloria Stuart, Victor Garber, Kate Winslet, Billy Zane et Danny Nucci.

## Anecdotes
- Bernard Hill est le seul acteur à avoir joué dans deux films (Titanic et Le Seigneur des anneaux : Le Retour du roi) qui ont remporté chacun 11 oscars, soit le plus de l'histoire du cinéma (avec Ben Hur)[1]
- Il fait la voix de Walter dans Fable 3.
- Bernard Hill est gaucher. On peut le remarquer dans Le Seigneur des anneaux : son épée se trouve du côté droit de sa ceinture et il la tient de la main gauche (sauf exceptions, telles que la scène de charge dans Le Retour du roi).
- Il soutient aussi les personnes atteintes du VIH et du SIDA.

## Voix françaises
Bernard Hill n'est pas doublé par un comédien régulier.
- Roger Mollien dans : 
  - Le Seigneur des anneaux : Les Deux Tours
  - Le Seigneur des anneaux : Le Retour du roi
  - Billie Jean

- Georges Claisse dans :
  - Gothika
  - La Plus Belle Victoire
  - Dark World

et aussi :
- Jacques Richard dans Le Bounty
- Jean-Pierre Moulin dans Shirley Valentine
- Guy Piérauld dans Du Vent dans les saules
- Michel Castelain dans L'Ombre et la Proie
- Georges Berthomieu dans Titanic
- Marc Cassot dans Jugé coupable
- Jean Négroni dans Le Roi Scorpion
- Richard Leblond dans État d'alerte (mini-série))
- Michel Bedetti dans Walkyrie